# هومر بارنت
هومر بارنت (بالإنجليزية: Homer Barnett)‏ هو عالم إنسان أمريكي، ولد في 1906، وتوفي في 9 مايو 1985.